# Cannonau di Sardegna
Cannonau di Sardegna è una DOC riservata ad alcuni vini la cui produzione è consentita nella regione Sardegna.

## Zona di produzione
La zona di produzione del Cannonau di Sardegna comprende l'intero territorio della Regione Sardegna;
La zona di produzione della variante "Classico" comprende l'intero territorio delle provincie di Nuoro e Ogliastra.
La sottozona "Oliena" (o Nepente di Oliena) corrisponde all'intero territorio del comune di Oliena e parte di quello di Orgosolo.
La sottozona “Capo Ferrato” corrisponde all'intero territorio dei comuni di Castiadas, Muravera, San Vito (Italia), Villaputzu e Villasimius.
La sottozona “Jerzu” corrisponde a parte dei territori di Jerzu e di Cardedu.

## Storia
Anche se la presenza del Cannonau pare discenda dai colonizzatori Fenici, le prime tracce storiche risalgono al XII secolo, quando i cittadini dell'Ogliastra vennero autorizzati a pagare le decime ecclesiastiche in vino. Nel 1612 un visitatore del re, Martin Carrillo, e nel 1667 il francescano Giorgio Aleo citano i vini "Cañonates" che erano prodotti tutta l'isola.
Nel XVIII secolo Manca dell’Arca parla del Cannonau; nell'Ottocento Moris classifica il vitigno come "Vitis prestans". 
A metà dell’800 Vittorio Angius fornisce notizie dettagliate sulla viticoltura del tempo e sui vitigni coltivati nelle diverse aree della Sardegna: risulta che il Cannonau è il vitigno più diffuso.
Nel medesimo periodo Gemelli inserisce il “Canonao” tra i vini abboccati, La Marmora parla della “gagliardia dei vini di Ogliastra”; infine Gabriele D'Annunzio pubblica l'ode al “nepente di Oliena”.
Nel 1950 venne fondata la cantina sociale di Jerzu per rilanciare il vino locale; ora il territorio di Jerzu è epicentro della omonima sottozona della DOC.

## Tecniche di produzione
Il Cannonau è il vitigno rosso più diffuso in Sardegna, presente al 62% in provincia di Nuoro.
È vietato il sistema di allevamento a tendone.
L'eccedenza delle uve, nel limite del 20%, non ha diritto alla DOC; può confluire nella IGT "Isola dei Nuraghi".
Le operazioni di vinificazione devono essere effettuate nell'interno delle zone di produzione.
Il Cannonau Passito deve essere ottenuto con appassimento delle uve sulla pianta, su stuoie o su graticci o in locali idonei; è consentita la disidratazione parziale con aria ventilata o con ventilazione forzata.
Le operazioni di invecchiamento e imbottigliamento devono avvenire in Sardegna; escluse le sottozone, per le quali occorre rimanere all'interno delle zone di produzione
La tipologia "Liquoroso" deve venire invecchiato almeno sei mesi in botti di legno e può essere immesso al consumo dopo un anno dalla vendemmia; la tipologia "Passito" richiede un anno di affinamento; per la tipologia "Classico" occorrono due anni di invecchiamento, di cui almeno uno in botti di legno; la menzione "riserva" richiede un invecchiamento di almeno due anni, di cui almeno sei mesi in botti di legno.
L'indicazione dell'annata di produzione delle uve è sempre obbligatoria.
I vini devono essere confezionati in recipienti di vetro con tappo di sughero raso bocca; è però consentito l'utilizzo di contenitori pluristrato in materiale sintetico, escluse le sottozone e le menzioni classico, riserva, superiore e vigna.

## Disciplinare
La DOC Cannonau di Sardegna è stata istituita con DM21.07.1972 pubblicato sulla Gazzetta Ufficiale n. 248 del 21.07.1972x
 Successivamente è stato modificato con 
- DM 29.06.1982 G.U. 226 del 18.08.1982
- DM 0 5.11.1992 G.U. 272 del 18.11.1992
- DM 0 4.11.2011 G.U. 272 22 .11.2011
- La versione in vigore è stata approvata con DM 07.03.2014 pubblicato sul sito ufficiale del Mipaaf[1]

## Tipologie
È prevista la versione riserva  in tutte le tipologie.

### Rosso
| uvaggio                        | Cannonau min 85% |
| titolo alcolometrico minimo    | 12,50% vol.      |
| acidità totale minima          | 4,50 g/l.        |
| estratto secco minimo          | 22,00 g/l.       |
| resa massima di uva per ettaro | 110 q.           |
| resa massima di uva in vino    | 70%              |

### Rosato
| uvaggio                        | Cannonau min 85% |
| titolo alcolometrico minimo    | 12,50% vol.      |
| acidità totale minima          | 4,50 g/l.        |
| estratto secco minimo          | 18,00 g/l.       |
| resa massima di uva per ettaro | 110 q.           |
| resa massima di uva in vino    | 70%              |

### Rosso riserva
| uvaggio                        | Cannonau min 85% |
| titolo alcolometrico minimo    | 13,00% vol.      |
| acidità totale minima          | 4,50 g/l.        |
| estratto secco minimo          | 24,00 g/l.       |
| resa massima di uva per ettaro | 110 q.           |
| resa massima di uva in vino    | 70%              |

### Classico
| uvaggio                        | Cannonau min 90% |
| titolo alcolometrico minimo    | 13,50% vol.      |
| acidità totale minima          | 4,50 g/l.        |
| estratto secco minimo          | 24,00 g/l.       |
| resa massima di uva per ettaro | 90 q.            |
| resa massima di uva in vino    | 70%              |

### Liquoroso
|                                | Secco              | Dolce            |
| uvaggio                        | Cannonau min 85%   | Cannonau min 85% |
| titolo alcolometrico minimo    | 18,00% vol.        | 16,00% vol.      |
| zucchiri riduttori             | 10,00 g/l. massimo | 50,0 g/l. minimo |
| acidità totale minima          | 4,00 g/l.          | 4,00 g/l.        |
| estratto secco minimo          | 24,00 g/l.         | 24,00 g/l.       |
| resa massima di uva per ettaro | 110 q.             | 110 q.           |
| resa massima di uva in vino    | 70%                | 70%              |

### Passito
| uvaggio                        | Cannonau min 85%                  |
| titolo alcolometrico minimo    | 15,00% vol., di cui effettivo 13% |
| zuccheri residui minimi        | 50,0 g/l.                         |
| acidità totale minima          | 4,00 g/l.                         |
| estratto secco minimo          | 26,00 g/l.                        |
| resa massima di uva per ettaro | 110 q.                            |
| resa massima di uva in vino    | 55%                               |